# Залядье (Черниговская область)
Залядье (укр. Заляддя) — село в Корюковском районе Черниговской области Украины. Население 17 человек. Занимает площадь 0,095 км².
Почтовый индекс: 15335. Телефонный код: +380 4657.

## Власть
Орган местного самоуправления — Рейментаровский сельский совет. Почтовый адрес: 15335, Черниговская обл., Корюковский р-н, с. Рейментаровка, ул. Шевченко, 6.